# Barwniki spożywcze

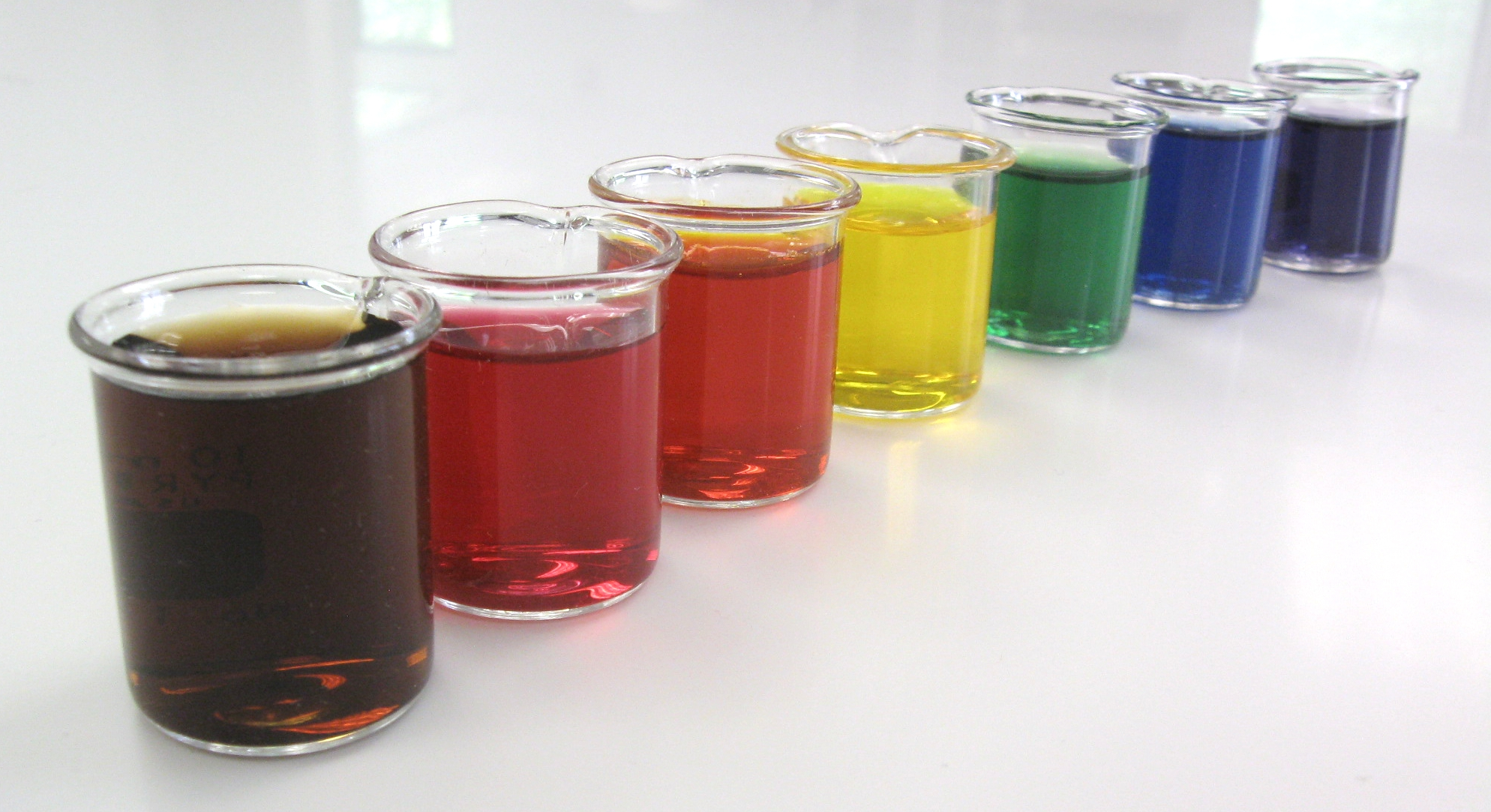
Woda zabarwiona barwnikami spożywczymi o różnym kolorze

Barwniki spożywcze – chemiczne dodatki do żywności nadające lub przywracające barwę produktom spożywczym.
Barwniki obejmują naturalne składniki żywności oraz naturalne źródła surowcowe, normalnie same niespożywane jako żywność i nieużywane jako charakterystyczne jej składniki; barwnikami są również preparaty otrzymane ze środków spożywczych i innych naturalnych źródeł surowcowych, uzyskane w procesie fizycznej lub chemicznej ekstrakcji, w której ekstrahuje się selektywnie pigmenty względem składników odżywczych albo aromatycznych.
Surowce stosowane z powodu właściwości aromatycznych smakowych lub odżywczych i posiadające oprócz tego właściwości barwiące nie są uważane za barwniki. Surowcami takimi są, na przykład, suszona papryka, kurkuma, szafran.
Barwa produktów żywnościowych uwydatnia ich smakowitość, zwłaszcza wyrobów cukierniczych oraz napojów alkoholowych i bezalkoholowych. Przez dodanie barwników przywraca się naturalną barwę produktowi zmienioną w wyniku obróbki technologicznej, intensyfikuje się barwy naturalnie występujące w żywności lub uzyskuje całkiem nową barwę.

## Podział
Barwniki klasyfikuje się według różnych kryteriów (pochodzenie, rozpuszczalność, barwa).
Ze względu na pochodzenie wyróżnia się barwniki:
- naturalne
- identyczne z naturalnymi
- syntetyczne organiczne
- nieorganiczne substancje barwiące.

### Barwniki naturalne
Są pochodzenia roślinnego i zwierzęcego. Stosowane w przemyśle barwniki naturalne są otrzymywane głównie przez ekstrakcję surowców roślinnych (liści, kwiatów, korzeni, owoców) i zwierzęcych (tkanka mięśniowa i krew). Po zagęszczeniu wyciągu i izolacji barwnika uzyskuje się preparaty barwiące. Takie barwniki, w zależności od ich struktury, można podzielić na kilka grup:
- izoprenoidowe – karotenoidy
- porfirynowe – chlorofile oraz mioglobina i hemoglobina
- flawonoidowe – antocyjany
- betalainowe – betaniny i betaksantyny
- chinoidowe – koszenila
- inne barwniki naturalne – ryboflawina, kurkumina i in.

Do naturalnych barwników spożywczych są również zaliczane substancje barwne niewystępujące w świeżych produktach, ale powstające w wyniku przemian i interakcji bezbarwnych składników żywności, w czasie procesów technologicznych lub przygotowywania posiłków. Do tej grupy zalicza się karmele (E150) i melanoidy.
Duże znaczenie w przemyśle mają: kurkumina (E100), ryboflawina (E101), koszenila (E120), chlorofil (E140), karmel naturalny (E150a), naturalny karoten (E160a), betanina (czerwień buraczana – E162) i antocyjany (E163).

### Barwniki identyczne z naturalnymi
Otrzymywane są w procesie syntezy, ale są identyczne ze związkami chemicznymi występującymi w przyrodzie. Do nich należą: ryboflawina (E101 i), beta-karoten (160 ii), ester etylowy kwasu beta-apo-8’-karotenowego (E160 f), kantaksantyna (E161g).

### Barwniki syntetyczne organiczne
Posiadają bardzo zróżnicowaną strukturę: mono-, di- i triazowe, triarylometanowe, ksantenowe, chinolinowe i indygoidowe. Formy tych związków rozpuszczalne w wodzie najczęściej otrzymuje się przez wprowadzenie do cząsteczki barwnika grup sulfonowych lub karboksylowych. Strącenie tych barwników w postaci soli, najczęściej glinowych, umożliwia otrzymywanie barwnych pigmentów, nierozpuszczalnych w wodzie. Są to tak zwane laki.
Zaletami syntetycznych barwników organicznych są: ich niższa cena w porównaniu z ceną barwników naturalnych, duża standardowa moc barwienia, trwałość i odporność na środowisko oraz różne formy handlowe preparatów (proszki, roztwory, pasty). W Polsce dozwolone jest stosowanie wielu z dostępnych na rynku barwników syntetycznych m.in.: tartrazyna (E102), żółcień chinolinowa (E104), żółcień pomarańczowa FCF (E110), azorubina (E122), amarant (E123), czerwień koszenilowa (E124), czerwień allura (E129), błękit patentowy V (E131), indygokarmin (E132), błękit brylantowy FCF (E133), czerń brylantowa (E151) oraz fiolet metylowy.

### Nieorganiczne substancje barwiące
Stosuje się je głównie do barwienia powierzchni produktu, wykorzystując właściwości metali do tworzenia atrakcyjnych barw. W Polsce dozwolone są:
- węglan wapnia (E170) do polew cukrowych białych[a].
- tlenki i wodorotlenki żelaza (E172) do barwienia sztucznych osłonek kiełbas
- aluminium (E173), srebro (E174) i złoto (E175) w postaci listków i proszków do powierzchniowego barwienia ciast oraz w produkcji likierów (Goldwasser)
- węgiel drzewny (E153).

## Rodzaje preparatów barwiących
Producenci barwników oferują je w zróżnicowanych formach, odpowiednich do zamierzonych celów technologicznych.
Mogą one stanowić wymienione poniżej grupy:
- barwiące części roślin jadalnych odgrywające jednocześnie rolę składników smakowych, w zależności od ich stężenia w końcowym produkcie.
- ekstrakty płynne i w proszku do stosowania w środowisku wodnym lub tłuszczowym; w przypadku soków oraz wyciągów wodnych poddaje się je zagęszczeniu, a następnie zwykle suszeniu z dodatkiem nośników, takich jak maltodekstryna, skrobia, alginiany lub celuloza, ułatwiających ten proces i zmniejszających higroskopijność gotowego wyrobu. W przypadku ekstraktów wodnych często stosuje się tzw. oczyszczanie, mające na celu zwiększenie siły barwiącej preparatów, a także pozbawienie ich smaku i zapachu. Proces taki polega na wyizolowaniu barwników poprzez np. ultrafiltrację i odwróconą osmozę lub na usunięciu substancji metodami mikrobiologicznymi. Oczyszczone barwniki są zwykle proszkami bez nośników.
- barwniki mikrokapsułkowane o lepszej jakości pod względem pylistości, higroskopijności i trwałości. Mikrokapsułkowanie chroni przed utlenianiem i ujemnym oddziaływaniem czynników zewnętrznych.
- laki czyli barwniki osadzone na związkach nieorganicznych, nierozpuszczalnych w wodzie, działające na zasadzie dyspersji.

## Ograniczenia w stosowaniu
Nie wolno barwić niektórych środków spożywczych, m.in. żywności nieprzetworzonej, miodu pszczelego, przypraw naturalnych, słodu, wyrobów kakaowych, kawy palonej, herbaty, olejów i tłuszczów (zwierzęcych i roślinnych), naturalnych wód mineralnych, mleka i śmietany bez dodatków smakowych czy środków spożywczych dla małych dzieci i niemowląt. W innych barwniki mogą być stosowane tylko na zasadzie quantum satis, czyli w najniższej dawce, niezbędnej do osiągnięcia zamierzonego efektu technologicznego, zgodnie z dobrą praktyką produkcyjną.
Szczegółowe przepisy regulujące rodzaj barwników (Lista E), warunki stosowania oraz określające maksymalne dozwolone dawki w poszczególnych rodzajach środków spożywczych reguluje Rozporządzenie Ministra Zdrowia z dnia 22 listopada 2010 r. w sprawie dozwolonych substancji dodatkowych.